# Куроки, Кокен
Кокен Куроки (яп. 黒木 晃賢; род. 22 августа 1996, Сэтагая) — японский футболист, полузащитник.

## Карьера

### Начало карьеры
Воспитанник футбольной академии японского клуба «Иокогама». В 2015 году стал игроком клуба «Сагамихара», за который не сыграл ни матча. В августе 2015 года перешёл в северомакедонский клуб «Младост» из города Царев Двор. Дебютировал за клуб 27 сентября 2015 года в матче против клуба «Шкупи». В начале 2016 года перешёл в японский клуб «Окинава», вместе с которым выступал в футбольной лиге Кюсю. Сыграл за клуб 12 матчей, в которых отличился 6 забитыми голами. Весь 2017 года был в статусе свободного агента.

### «Локомотив» Горна-Оряховица
В феврале 2018 года футболист стал игроком болгарского клуба «Локомотива» из города Горна-Оряховица. Дебютировал за клуб 24 февраля 2018 года в матче против клуба «Струмска Слава», выйдя на замену на 65 минуте. дебютными голами за клуб отличился 10 марта 2018 года в матче против клуба «Созопол», отличившись двумя забитыми голами. Футболист быстро закрепился в основной команде болгарского клуба, став одним из ключевых игроков. По окончании сезона покинул клуб.

### «Лия Атлетик»
В сентябре 2018 года футболист стал игроком мальтийского клуба «Лия Атлетик». Дебютировал за клуб 14 сентября 2018 года в матче против клуба «Наксар Лионс», выйдя на замену на 78 минуте. Дебютными голами зак луб отличился 26 сентября 2018 года в матче против клуба «Сан Гванн». Футболист с самого начала сезона закрепился в основной команде мальтийского клуба. По итогу сезона сыграл за клуб в 24 матчах, в которых отличился 6 забитыми голами. По окончании сезона покинул клуб. В сентябре 2019 года стал игроком оманского клуба «Мирбат». Осенью 2020 года перешёл в косовский клуб «Арберия». Затем в активе футболиста были такие клубы как польский «Карина Губин» и «Дайзенхофен» из низших дивизионов.

### «Шукура»
В феврале 2023 года футболист перешёл в грузинский клуб «Шукура». Дебютировал за клуб 26 февраля 2023 года в матче против батумского «Динамо». Футболист быстро закрепился в основной команде грузинского клуба, став одним из ключевых игроков. В июле 2023 года покинул клуб. Всего за клуб провёл 11 матчей в рамках чемпионата Грузии, результативными действиями не отличившись.